# عبد الله مكسور
عبد الله مكسور (1 يونيو 1983) روائي وصحفي سوري. ولد في حماه ونشأ بها. حصل على إجازة في الآداب والعلوم الإنسانية وماجستير في الاعلام والعلاقات العامة من جامعة القاهرة. يعمل بالصحافة المرئيّة والمكتوبة منذ 2007. له روايات سياسية اجتماعية عديدة، خاصة حول الحرب الأهلية السورية وغزو العراق.

## سيرته
ولد عبد الله مكسور يوم 1 يونيو 1983 / 20 شعبان 1403 أو 23 مايو / 11 شعبان  في مدينة حماة في وسط سوريا، ونشأ بها. حصل على ماجستير في الإعلام من جامعة القاهرة، ثم درس في كلية الآداب والعلوم الإنسانية بجامعة دمشق.

عاش في الإمارات وبلجيكا منذ 2014  ثم المملكة المتحدة.

## مهنته الإعلامية
هو مدرّب دولي في الأمن والسلامة المهنية الصحفية وتغطية أماكن الصراع والتوتّر، معتمَد من الاتحاد الدولي للصحفيين. ومن شبكة أريج «إعلاميون عرب من أجل صحفية استقصائية» يقيم في المملكة المتّحدة حيث يعمل منتجًا للأخبار في التلفزيون العربي. يعمل في الصحافة التلفزيونية الأخبارية والورقية منذ 2006 وانتج العديد من البرامج السياسية والثقافية والاجتماعية. هو عضو في الاتحاد الدولي للصحفيين ونقابة الصحفيين البريطانيين.

يكتب في صحيفة العرب اللندنية،  و«مجلة الجديد». عمل مذيعًا ومقدمًا لبرامج تلفزيونية ورئيسًا لتحرير مجلة «الظفرة» الإماراتية و منتج برامج في قناة «الظفرة». ثم انضم إلى سكاي نيوو عربية و شبكة الجزيرة في 2018، وعمل في «الجزيرة التعليم الإلكتروني»، ثم انضم لشبكة التلفزيون العربي في لندن.

## مهنته الأدبية
هو عضو في نادي القلم الدولي ونادي القلم الفلاماني في بلجيكا. أهتم بأدب نجيب محفوظ وعلاء الأسواني ومريد البرغوثي وغيرهم من الروائيين العرب في شبابه. وقراءته للتاريخ جعله يخوض في كتابة الرواية فوجد نفسه ميالاً إلى التوثيق. 

صدر روايته الأولى سنة 2011 وهي «شتات الروح» عن فلسطينيو الشتات.

### ثلاثية السورية
بعد «شتات الروح»، تابع عبد الله مكسور سرديته للحرب الأهلية السورية خاصة في ثلاثيته الروائية «أيام في بابا عمرو» (2012)، «عائد إلى حلب» (2013)، «طريق الآلام» (2015) التي تعد من من أولى الروايات التي خاضت تفاصيل الحرب الأهلية السورية.
تحدث في «أيام في بابا عمرو» عن الثورة السورية، وهي حكاية المتكلم وتتكون الرواية رحلة للكاتب الذي عاد من بلاد الغربة، وهو الراوي، ليعيش بداية الثورة في منتصف آذار (مارس) 2011 ويصنع بعض الافلام الوثائقية عنها، واكب في أيام في بابا عمرو، حي من أحياء مدينة حمص. وتعتبر الرواية الأدبية الأولى عن الثورة السورية.
و«عائد إلى حلب» هي الرواية الرابعة التي صدرته. تعتبر الجزء الثاني للروايته الأولى «أيام في بابا عمرو». وهي سيرة متخيّلة، يهيمن على سرده ضمير الأنا الطاغي، وهو الضمير الذي لازمه في أيام في بابا عمرو، «يخلط بين ما عاشه في أيام طفولته ودراسته هناك، وبين ما يفترض/ يتخيّل أنه عاشه أثناء عودته إلى تلك المناطق في ظروف الحرب الراهنة.»، وقد تجسد ذلك في رحلة الراوي مع الصحفي الفرنسي من حلب إلى اللطامنة، قبل أن يصل الراوي إلى حلب، نزل في الريحانية على الحدود التركية، حيث واجه المخيمات اللاجئين. تسير أحداثها في الشمال السوري والمنطقة الوسطى منها حيث يعود البطل لاكمال عمله حول فيلمه الأول الخاص بالثورة السورية. في رأي نبيل سليمان هي رواية مبللة بالدماء والألم والقلق، «وقبل ذلك وبعده هي رواية لا تخشى لومةً في نقد الذات وتعريتها.» وتعتبر من الروايات البارزة في الأدب السياسي السوري. وهي الراوية الخاصة في وضع صورة مفصلة عن طور الثورة السورية في سنواتها الأولى.
ثم «طريق الآلام» وهي الرواية الخامسة له، وخاتمة الثلاثية الروائية عن الحرب الأهلية السورية، وتصنف الرواية السيرية. وهي قصة هجرة غير شرعية لشاب سوري وهو الراوي الوحيد والمنخرط بالأحداث وأحد أبطالها، وهو «الشاهد على الموت السوري الموزع بين قوات النظام والجماعات المسلحة.».

### ثنائية العراقية
تدور روايته «غبار على الذاكرة: الطريق إلى غوانتانامو» حول غزو العراق وقد اعتبرها «مذكرات حرب وأسر، وهزات نفسية عنيفة، هي نوع من أدب المقاومة، وتقديم تفاصيل من سرية الحرب العراقية ـ الأميركية، والوقوف ضدها.»
اختار عنوان روايته السادسة «2003» من عام غزو العراق ونشرها في 2021.  وصفها جريدة الأخبار البيروتية «رواية مبنية على واقع انساني مأساوي، ومشغولة بجمالية السرد واستخدام لغة متقنة، تدخلنا من خلال هذا السرد إلى ديناميات السياسة والقوى المتحكمة في أرض العراق، وتعود بنا إلى جذور العائلات وصراعات المنطقة.». تتحدث الرواية عن بلاد تشبه البلاد العربية ويتناول فيها مسيرة «أكثر من مائة عام من الهزائم والآمال الضائعة»، خلال سيرة أبطالها، الجد الأول منذ 1907 حتى نهاية الأربعينيات، ثم حياة الحفيد منذ 1982 حتى عام 2005، وهم شخصيات حقيقية.

## حياته الشخصية
أمه هي فريال عبد القادر موسى وزوجته رفقة نبيل شقور.

## مؤلفاته
من رواياته:
- «شتات الروح»، 2011 (ردمك 9789957302047).
- «غبار على الذاكرة: الطريق إلى غوانتانامو»، 2011 (ردمك 9789957302627).
- «أيام في بابا عمرو»، 2012 (ردمك 9789957303938).
- «عائد إلى حلب»، 2013 (ردمك 9789957305116).
- «طريق الآلام»، 2016 (ردمك 9789957306922).
- «2003»، 2021 (ردمك 9786144698389).

وله أيضًا:
- «أبناء البحر»، سيرة ذاتية، (ردمك 9788899687878).[32]

## وصلات خارجية
- في «صحيفة العرب»
- في «مجلة الجديد»